# Championnat de France féminin de football 2015-2016
Navigation
Édition précédente Édition suivante
La Division 1 2015-2016  est la 42e édition du championnat de France féminin de football. Le premier niveau du championnat féminin oppose douze clubs français en une série de vingt-deux rencontres jouées durant la saison de football. La compétition débute en août 2015 et s'achève en juin 2016.
Les deux premières places du championnat sont qualificatives pour la Ligue des champions féminine de l'UEFA alors que les trois dernières places sont synonymes de relégation en Division 2.
Lors de l'exercice précédent, l'ESOFV La Roche-sur-Yon, le FF Nîmes Métropole Gard et la VGA Saint-Maur ont gagné le droit d'évoluer dans cette compétition après avoir fini premiers de leurs groupes respectifs de seconde division.
L'Olympique lyonnais et le Paris Saint-Germain, respectivement champion et vice-champion en 2015, sont quant à eux, les représentants français en Ligue des champions féminine de l'UEFA 2015-2016.
À l'issue de la saison, l'Olympique lyonnais décroche son quatorzième titre de champion de France, le dixième d'affilée, au terme d'une saison dominée de bout en bout malgré une concurrence accrue du Paris Saint-Germain et du Montpellier HSC. Dans le bas du classement, l'ESOFV La Roche-sur-Yon, le FF Nîmes Métropole Gard et le VGA Saint-Maur sont relégués après une seule saison au plus haut niveau.

## Participants
Ce tableau présente les douze équipes qualifiées pour disputer le championnat 2015-2016. On y trouve le nom des clubs, le nom des entraîneurs et leur nationalité, la date de création du club, l'année de la dernière montée au sein de l'élite, leur classement de la saison précédente, le nom des stades ainsi que la capacité de ces derniers.
Légende des couleurs
- Qualifié pour la phase finale de la Ligue des champions 2015-2016.
- Promu de Division 2.

| Nom du club             | Entraîneur                  | DC   | DM   | Cls 2015 | Stade                      | Capacité | Nb T. |
| ----------------------- | --------------------------- | ---- | ---- | -------- | -------------------------- | -------- | ----- |
| Olympique lyonnais      | Gérard Prêcheur             | 1970 | 1978 | 1        | Plaine des Jeux de Gerland | 2 200    | 13    |
| Paris SG                | Farid Benstiti              | 1971 | 2001 | 2        | Stade Charléty             | 20 000   | /     |
| FCF Juvisy              | Emmanuel Beauchet           | 1971 | 1986 | 3        | Stade Georges-Maquin       | 2 000    | 6     |
| Montpellier HSC         | Jean-Louis Saez             | -    | 1997 | 4        | Stade Jules Rimet          | 500      | 2     |
| EA Guingamp             | Sarah M'Barek               | 1973 | 2006 | 5        | Stade Fred-Aubert          | 13 500   | 1     |
| ASJ Soyaux              | Jean Parédès                | 1968 | 2013 | 6        | Stade Léo-Lagrange         | 400      | 1     |
| Rodez AF                | Sébastien Joseph            | 1993 | 2010 | 7        | Stade Paul-Lignon          | 5 548    | /     |
| AS Saint-Étienne        | Hervé Didier                | 1977 | 2007 | 8        | Stade Léon-Nautin          | 1 500    | /     |
| ASPTT Albi              | Adolphe Ogouyon             | -    | 2014 | 9        | Stade Maurice Rigaud       | 3 000    | /     |
| VGA Saint-Maur          | Régis Mohar                 | 1968 | 2015 | D2       | Stade Adolphe-Chéron       | 3 500    | 6     |
| ESOFV La Roche          | Malika Bousseau             | 1978 | 2015 | D2       | Stade de Saint-André       | 1 800    | /     |
| FF Nîmes Métropole Gard | Emmanuel Gros Gilles Agniel | 1995 | 2015 | D2       | Stade du Mas Praden        | -        | /     |

Localisation des clubs engagés dans le championnat
| \| Olympique lyonnais Paris Saint-Germain Montpellier HSC FCF Juvisy AS Saint-Étienne Rodez AF EA Guingamp ASJ Soyaux ASPTT Albi VGA Saint-Maur ESOFV La Roche-sur-Yon FF Nîmes Métropole Gard \| |
| Olympique lyonnais Paris Saint-Germain Montpellier HSC FCF Juvisy AS Saint-Étienne Rodez AF EA Guingamp ASJ Soyaux ASPTT Albi VGA Saint-Maur ESOFV La Roche-sur-Yon FF Nîmes Métropole Gard       |

## Compétition

### Classement
Le classement est calculé avec le barème de points suivant : une victoire vaut quatre points, le match nul deux et la défaite un.
Les critères utilisés pour départager en cas d'égalité au classement sont les suivants :
1. classement aux points des matchs joués entre les clubs ex æquo ;
2. différence entre les buts marqués et les buts concédés par chacun d’eux au cours des matchs qui les ont opposés ;
3. différence entre les buts marqués et les buts concédés sur la totalité des matchs joués dans le championnat ;
4. plus grand nombre de buts marqués sur la totalité des matchs joués dans le championnat ;
5. en cas de nouvelle égalité, une rencontre supplémentaire aura lieu sur terrain neutre avec, éventuellement, l’épreuve des tirs au but.

| Rang | Équipe                    | Pts | J  | G  | N | P  | Bp  | Bc | Diff |
| ---- | ------------------------- | --- | -- | -- | - | -- | --- | -- | ---- |
| 1    | Olympique lyonnais T C    | 82  | 22 | 19 | 3 | 0  | 115 | 4  | +111 |
| 2    | Paris SG                  | 79  | 22 | 18 | 3 | 1  | 75  | 13 | +62  |
| 3    | Montpellier HSC           | 71  | 22 | 15 | 4 | 3  | 58  | 11 | +47  |
| 4    | FCF Juvisy                | 70  | 22 | 15 | 3 | 4  | 49  | 19 | +30  |
| 5    | Rodez AF                  | 52  | 22 | 9  | 3 | 10 | 33  | 47 | -14  |
| 6    | AS Saint-Étienne          | 51  | 22 | 8  | 5 | 9  | 31  | 38 | -7   |
| 7    | ASJ Soyaux                | 47  | 22 | 7  | 4 | 11 | 27  | 51 | -24  |
| 8    | EA Guingamp               | 47  | 22 | 8  | 1 | 13 | 26  | 60 | -34  |
| 9    | ASPTT Albi                | 45  | 22 | 6  | 5 | 11 | 25  | 44 | -19  |
| 10   | ESOFV La Roche-sur-Yon P  | 38  | 22 | 5  | 1 | 16 | 24  | 58 | -34  |
| 11   | VGA Saint-Maur P          | 30  | 22 | 2  | 2 | 18 | 22  | 78 | -56  |
| 12   | FF Nîmes Métropole Gard P | 29  | 22 | 1  | 4 | 17 | 17  | 79 | -62  |

| Légende : | Légende : |
| --------- | --- |
|           | Qualifié pour la Ligue des champions 2016-2017 (Seizièmes de finale). |
|           | Relégué en Division 2. |
|           | T Tenant du titre. P Promu de Division 2. C Vainqueur de la Coupe de France 2015-2016. Pts points ; G victoires ; N match nuls ; P défaites Bp buts marqués ; Bc buts encaissés ; Diff différence de buts |

### Résultats
| Résultats (▼dom., ►ext.)                                   | Alb | Gui  | Juv | RsY | Lyo  | Mon | Nîm | Par | Rod | S-E | S-M | Soy |
| ASPTT Albi                                                 |     | 1-0  | 1-2 | 1-1 | 0-4  | 2-1 | 2-1 | 2-3 | 0-0 | 0-3 | 4-2 | 0-0 |
| EA Guingamp                                                | 3-2 |      | 0-3 | 1-0 | 0-8  | 1-2 | 1-0 | 1-4 | 4-1 | 3-1 | 5-2 | 0-1 |
| FCF Juvisy                                                 | 3-0 | 5-0  |     | 2-0 | 0-1  | 1-2 | 5-0 | 0-5 | 3-0 | 2-1 | 2-0 | 4-1 |
| ESOFV La Roche-sur-Yon                                     | 0-3 | 1-0  | 0-4 |     | 0-5  | 0-2 | 3-1 | 1-5 | 0-3 | 2-3 | 4-1 | 2-3 |
| Olympique lyonnais                                         | 6-0 | 12-0 | 2-0 | 6-0 |      | 1-1 | 9-0 | 5-0 | 5-0 | 5-0 | 8-1 | 7-1 |
| Montpellier HSC                                            | 3-0 | 3-0  | 1-3 | 2-0 | 0-0  |     | 1-0 | 1-2 | 4-0 | 1-0 | 5-0 | 7-0 |
| FF Nîmes Métropole Gard                                    | 1-1 | 0-2  | 0-3 | 2-4 | 0-10 | 0-7 |     | 0-5 | 2-4 | 1-2 | 3-2 | 2-2 |
| Paris SG                                                   | 3-0 | 6-0  | 2-2 | 4-0 | 0-0  | 0-0 | 8-0 |     | 5-0 | 3-0 | 7-0 | 3-0 |
| Rodez AF                                                   | 2-2 | 2-0  | 1-1 | 3-2 | 0-6  | 0-3 | 3-1 | 0-1 |     | 1-0 | 5-2 | 2-3 |
| AS Saint-Étienne                                           | 2-1 | 1-1  | 2-2 | 3-0 | 0-3  | 1-1 | 2-2 | 0-4 | 3-0 |     | 2-2 | 1-2 |
| VGA Saint-Maur                                             | 1-3 | 1-3  | 0-1 | 2-1 | 0-7  | 0-5 | 3-1 | 1-3 | 0-4 | 1-2 |     | 1-1 |
| ASJ Soyaux                                                 | 3-0 | 4-1  | 0-1 | 2-3 | 1-5  | 0-6 | 0-0 | 0-2 | 0-2 | 1-2 | 2-0 |     |
| - Victoire à domicile - Match nul - Victoire à l'extérieur |     |      |     |     |      |     |     |     |     |     |     |     |

## Bilan de la saison
| Championnat de France féminin de football 2015-2016 |                                |
| Champion                                            | Olympique lyonnais (10e titre) |
| Dauphin                                             | Paris SG                       |
| Coupes et trophées                                  |                                |
| Vainqueur Coupe de France 2015-2016                 | Olympique lyonnais             |
| Qualifications continentales                        |                                |
| Ligue des champions 2016-2017                       | Olympique lyonnais             |
| Ligue des champions 2016-2017                       | Paris SG                       |
| Promotions et relégations                           |                                |
| Promus en Division 1                                | Olympique de Marseille         |
| Promus en Division 1                                | FC Metz                        |
| Promus en Division 1                                | Girondins de Bordeaux          |
| Relégués en Division 2                              | ESOFV La Roche-sur-Yon         |
| Relégués en Division 2                              | FF Nîmes Métropole Gard        |
| Relégués en Division 2                              | VGA Saint-Maur                 |

## Statistiques

### Évolution du classement
Leader du championnat
Évolution du classement
- Qualifié pour la phase finale de la Ligue des champions.
- Relégué en Division 2.

| Club                    | 1  | 2  | 3  | 4  | 5  | 6  | 7  | 8  | 9  | 10 | 11 | 12 | 13 | 14 | 15 | 16 | 17 | 18 | 19 | 20 | 21 | 22 |
| ----------------------- | -- | -- | -- | -- | -- | -- | -- | -- | -- | -- | -- | -- | -- | -- | -- | -- | -- | -- | -- | -- | -- | -- |
| Olympique lyonnais      | 1  | 1  | 1  | 1  | 1  | 1  | 1  | 1  | 1  | 1  | 1  | 1  | 1  | 1  | 1  | 1  | 1  | 1  | 1  | 1  | 1  | 1  |
| Paris SG                | 3  | 3  | 3  | 5  | 4  | 4  | 3  | 3  | 3  | 3  | 3  | 3  | 3  | 2  | 2  | 2  | 2  | 2  | 2  | 2  | 2  | 2  |
| FCF Juvisy              | 7  | 5  | 4  | 3  | 3  | 3  | 4  | 4  | 4  | 4  | 4  | 4  | 4  | 4  | 4  | 4  | 4  | 3  | 4  | 4  | 4  | 4  |
| Montpellier HSC         | 2  | 2  | 2  | 2  | 2  | 2  | 2  | 2  | 2  | 2  | 2  | 2  | 2  | 3  | 3  | 3  | 3  | 4  | 3  | 3  | 3  | 3  |
| EA Guingamp             | 8  | 9  | 11 | 10 | 8  | 8  | 8  | 7  | 7  | 8  | 9  | 10 | 9  | 10 | 9  | 9  | 9  | 9  | 9  | 9  | 9  | 8  |
| ASJ Soyaux              | 5  | 6  | 6  | 7  | 6  | 7  | 5  | 5  | 6  | 7  | 8  | 6  | 8  | 8  | 7  | 5  | 6  | 6  | 6  | 6  | 7  | 7  |
| Rodez AF                | 10 | 7  | 7  | 6  | 7  | 5  | 6  | 6  | 8  | 5  | 5  | 5  | 6  | 5  | 5  | 6  | 5  | 5  | 5  | 5  | 5  | 5  |
| AS Saint-Étienne        | 6  | 8  | 9  | 11 | 11 | 9  | 10 | 10 | 9  | 9  | 6  | 8  | 7  | 6  | 6  | 7  | 7  | 7  | 8  | 7  | 6  | 6  |
| ASPTT Albi              | 4  | 4  | 5  | 4  | 5  | 6  | 7  | 8  | 5  | 6  | 7  | 7  | 5  | 7  | 8  | 8  | 8  | 8  | 7  | 8  | 8  | 9  |
| VGA Saint-Maur          | 11 | 11 | 8  | 9  | 10 | 10 | 11 | 11 | 11 | 11 | 11 | 11 | 11 | 11 | 11 | 11 | 12 | 12 | 12 | 12 | 12 | 11 |
| ESOFV La Roche-sur-Yon  | 9  | 10 | 10 | 8  | 9  | 11 | 9  | 9  | 10 | 10 | 10 | 9  | 10 | 9  | 10 | 10 | 10 | 10 | 10 | 10 | 10 | 10 |
| FF Nîmes Metropole Gard | 12 | 12 | 12 | 12 | 12 | 12 | 12 | 12 | 12 | 12 | 12 | 12 | 12 | 12 | 12 | 12 | 11 | 11 | 11 | 11 | 11 | 12 |

### Moyennes de buts marqués par journée
Ce graphique représente le nombre de buts marqués lors de chaque journée.

### Joueuses
| Cls | Joueuse               | Club               | Buts |
| --- | --------------------- | ------------------ | ---- |
| 1   | Ada Hegerberg         | Olympique lyonnais | 33   |
| 2   | Cristiane             | Paris SG           | 15   |
| 3   | Lotta Schelin         | Olympique lyonnais | 14   |
| 4   | Marie-Laure Delie     | Paris SG           | 12   |
| 4   | Julie Peruzzetto      | AS Saint-Étienne   | 12   |
| 6   | Marie-Charlotte Léger | Montpellier HSC    | 11   |
| 6   | Desire Oparanozie     | EA Guingamp        | 11   |
| 6   | Gaëtane Thiney        | FCF Juvisy         | 11   |
| 9   | 7 joueuses            | 7 joueuses         | 10   |
| 35  | 13 joueuses           | 13 joueuses        | 4    |
| 48  | 14 joueuses           | 14 joueuses        | 3    |
| 62  | 21 joueuses           | 21 joueuses        | 2    |
| 83  | 46 joueuses           | 46 joueuses        | 1    |

| Cls | Joueuse                 | Club               | Passes |
| --- | ----------------------- | ------------------ | ------ |
| 1   | Camille Abily           | Olympique lyonnais | 13     |
| 2   | Louisa Necib            | Olympique lyonnais | 11     |
| 3   | Eugénie Le Sommer       | Olympique lyonnais | 9      |
| 3   | Elodie Thomis           | Olympique lyonnais | 9      |
| 5   | Gaëtane Thiney          | FCF Juvisy         | 8      |
| 6   | Amel Majri              | Olympique lyonnais | 7      |
| 7   | Andressa Alves da Silva | Montpellier HSC    | 6      |
| 7   | Kadidiatou Diani        | FCF Juvisy         | 6      |
| 7   | Théa Greboval           | FCF Juvisy         | 6      |
| 7   | Cristiane               | Paris SG           | 6      |
| 7   | Tatiana Solanet         | ASPTT Albi         | 6      |
| 12  | 7 joueuses              | 7 joueuses         | 5      |
| 19  | 7 joueuses              | 7 joueuses         | 4      |
| 26  | 12 joueuses             | 12 joueuses        | 3      |
| 38  | 29 joueuses             | 29 joueuses        | 2      |
| 67  | 57 joueuses             | 57 joueuses        | 1      |

## Distinctions individuelles
Trophées FFF
La première cérémonie des trophées de la D1, remis par la FFF, s'est tenue le 15 mai 2016 au Stade des Alpes à Grenoble.
| Meilleure joueuse  | Meilleure espoir             | Meilleure gardienne        | Meilleur(e) entraîneur/euse | Meilleure arbitre  | Prix du fair-play     |
| ------------------ | ---------------------------- | -------------------------- | --------------------------- | ------------------ | --------------------- |
| Ada Hegerberg (OL) | Marie-Charlotte Léger (MHSC) | Katarzyna Kiedrzynek (PSG) | Gérard Prêcheur (OL)        | Florence Guillemin | ESOF La Roche-sur-Yon |